# Połazna
Połazna (ros. Полазна) – osiedle robotnicze w Rosji, w Kraju Permskim, w rejonie dobrianskim. Położona jest na brzegu Zbiornika Kamskiego przy ujściu do niego rzeki Połazny, 45 km od Permu i 25 km na południe od Dobrianki. 
Liczba ludności wynosi ponad 13 tysięcy. W miejscowości znajduje się 15 osiedli i 72 ulice o całkowitej długości ponad 85 km.

## Historia
Połazna po raz pierwszy została wymieniona w latach 1623–1624, jako osada przy ujściu rzeki Połazny z czterema zagrodami: „zagrodą Nazarowa i zagrodą Stiepanowa i dwoma zagrodami Syropiatowów, a w nich dusz płci obojga – 14”. 
W 1794 r. w odległości trzech wiorst od wsi I. Łazariew utworzył hutę i odlewnię żeliwa. W 1923 r. zakład został okresowo zamknięty, w 1924 r. wznowiono tylko produkcję żeliwnych naczyń, a w 1927 r. zakład został ostatecznie zlikwidowany. W 1954 r. teren zakładu został zatopiony w trakcie budowy Kamskiej Elektrowni Wodnej.
W 1949 r. w Połaznie rozpoczęło się przemysłowe wydobycie ropy naftowej. W 1955 r. wydobyto pierwszy milion ton ropy, a do 1974 r. wydobyto już 100 mln ton.
Miejscowość ma status osiedla typu miejskiego od 1958 r.
W 1996 r. wybudowano most przez rzekę Czusową, łączący Połazną z Permem.

## Edukacja i kultura
W Połaznie są dwie średnie szkoły ogólnokształcące, w których uczy się ponad 2 tys. uczniów, 4 przedszkola, szkoła artystyczna, szkoła muzyczna, miejski zespół szkolenia zawodowego.
Miejscowy chór, założony w 1951 r., w 1971 r. otrzymał tytuł „Ludowego kolektywu”. Od 1985 r. w Domu Kultury funkcjonuje chór weteranów pracy. Zespół folklorystyczny „Gornica” i zespół tańca „Sorokonożka” nagrodzone zostały wieloma dyplomami na różnych przeglądach zespołów amatorskich.
W miejscowości jest Dom Kultury i Sportu, kompleks terapeutyczno-sportowy oraz basen pływacki.

## Demografia
- 1623/24 (4 zagrody, 14 osób)
- 1904 (336 zagród, 1033 mężczyzn, 1094 kobiet, 2127 ogółem) Rosjanie)
- 1908 (392 zagrody, 1101 mężczyzn, 1140 kobiet, 2241 ogółem) Rosjanie, Tatarzy)
- 1926 (426 zagród, 665 mężczyzn, 863 kobiet, 1520 ogółem) Rosjanie 1485, Tatarzy 23)
- 2010 (ogółem 13 261)

| Narodowości | 1926   | 1926  |
| Narodowości | Liczba | %     |
| ----------- | ------ | ----- |
| Ogółem      | 1520   | 100   |
| Rosjanie    | 1485   | 97,69 |
| Tatarzy     | 23     | 1,51  |
| Inni        | 12     | 0,78  |

## Gospodarka
Do największych przedsiębiorstw należą ŁUKOIL–PERM, permska filia 'Burowaja kompanija "Jewrazija", grupa przedsiębiorstw Nieftsierwisholding.